# Baeoanusia xanthopleuron
Baeoanusia xanthopleuron är en stekelart som beskrevs av Schmidt och John S. Noyes 2003. Baeoanusia xanthopleuron ingår i släktet Baeoanusia och familjen sköldlussteklar. Inga underarter finns listade.